# Холмијум
Холмијум (лат. holmium), је хемијски елемент из групе лантаноида и атомским бројем 67. Име је добио по главном граду Шведске — Стокхолму (Holmia), име му је дао Швеђанин Пер Теодор Клеве, када га је открио. Заступљеност: Холмијум је заступљен у земљиној кори у количини од 1,4 ppm. Најважнији минерали су: монацит  и 
Он је део серије хемијских елемената познатих под називом лантаноиди. Спада у ретке земне елементе. Холмијум је открио шведски хемичар Пер Теодор Клеве. Откривен је најпре оксид холмијума 1878. добијен издвајањем из руда ретких земаља, а име је добио по граду Стокхолму. Елементарни холмијум је релативно мек и кован сребрено-бели метал. Не може се наћи самородан у природи јер је исувише реактиван. Међутим када се изолује из руде, прилично је стабилан у присуству ваздуха на собној температури. У додиру с водом врло лако реагује и кородира, а прах холмијума је запаљив ако се загрејава.
Овај елемент се може наћи у минералима попут монацита и гадолинита, а комерцијално се издваја претежно из монацита помоћу јоноизмењивачких техника. У свим својим једињењима у природи, и готово свим лабораторијским реакцијама и једињењима, налази се тровалентно оксидиран у виду Ho(III) јона. Тровалентни јони холмијума имају флуоресцентне особине сличне многим другим јонима ретких земаља (мада има свој властити сет јединствених линија емисионог спектра), те се јони холмијума користе на исти начин и као неке друге ретке „земље” у одређеним ласерима и апликацијама за бојење стакла.
Холмијум има највишу магнетну пермеабилност (пропустљивост) од свих познатих хемијских елемената, па се због тога употребљава за врхове или делове магнетних полова за неке од најснажнијих статичких магнета. Пошто холмијум такође врло добро апсорбује неутроне, такође се користи и као гориви „отров” у нуклеарним реакторима.

## Историја
Холмијум (Holmia, латинско име за град Стокхолм) су открили Жак-Луј Соре и Марк Делафонтен 1878. године, када су приметили необичне спектрографске апсорпцијске траке тада још непознатог елемента (назвали су га елемент X). Следеће године, Пер Теодор Клеве, независно од њих двоје, открио је овај елемент док је радио на проучавању ретке земље ербије (ербијум оксид).
Користећи методе које је развио Карл Густаф Мосандер, Клеве је најприје уклонио све познате нечистоће из ербије. Резултат тог рада биле су две супстанце, једна зелена а друга смеђа. Смеђу супстанцу Клеве је назвао холмија (према латинском називу свог родног града, Стокхолма), а зелену тулија. За холмију касније се испоставило да се радило о холмијум оксиду, а тулија је била тулијум оксид. У класичном раду Хенрија Мозлија о атомским бројевима, холмијуму је додељен атомски број 66. Због начина добијања холмијума, узорак који је Мозли испитивао имао је велику количину нечистоћа, међу којим је доминирао суседни (тада још неистражени) диспрозијум. Иако је утврдио емисијске x-зраке за оба елемента, ипак је сматрао да оне доминантне припадају холмијуму, уместо нечистоћама диспрозијума.

## Особине

### Физичке
Холмијум је релативно мек и кован елемент, прилично добро отпоран на корозију, стабилан на сувом ваздуху при стандардним условима температуре и притиска. Стајањем на влажном ваздуху и при повишеној температури, врло брзо оксидира градећи жућкасти оксид. У чистом облику, холмијум је метал изразитог сребрнастог сјаја.
Холмијум() оксид показује необичне промене боје у зависности од осветљења околине. При дневном светлу је тамножуте боје. При трихроматском светлу, прелази у јарко наранџасту боју, која се готово никако не разликује од боје ербијум-оксида при истим условима осветљења. Знатне промене боје узроковане су оштрим апсорпцијским тракама холмијума које имају интеракцију с подскупом оштрих емисијских трака тровалентних јона европијума и тербијума, делујући попут фосфора.
Овај елемент има највиши магнетни момент (10,6 µB) од било којег другог елемента у природи, као и друге врло необичне магнетне особине. Када се комбинује са итријумом, добија се изузетно магнетична легура. Холмијум је парамагнетичан у нормалним условима, али је феромагнетичан при температурама испод 19 Келвина.

### Хемијске
Метални холмијум полако тамни у присуству ваздуха, а врло лако сагорева дајући холмијум() оксид:
Холмијум је релативно електропозитиван и генерално тровалентан. Споро реагује у хладној води а знатно брже ако се она загреје, градећи холмијум хидроксид:
Метални холмијум реагује са свим халогеним елементима:
 [ружичаст]
 [жут]
 [жут]
 [жут]
Метал се добро раствара у разблаженој сумпорној киселини градећи растворе који садрже жуте Ho(III) јоне, у виду комплекса :
Најчешће оксидационо стање холмијума је +3. У растворима је облику јона Ho3+ окружен са девет молекула воде. Раствара се у киселинама.

### Изотопи
Природни холмијум садржи само један стабилан изотоп, холмијум-165. Познати су и неки синтетички радиоактивни изотопи, међу којим је најстабилнији холмијум-163 са временом полураспада од 4.570 година. Сви други радиоизотопи у основном стању имају времена полураспада краћа од 1,117 дана, а већина њих времена полураспада краћа од 3 сата. Ипак, метастабилни  има време полураспада од око 1.200 година због свог великог спина. Ова чињеница, уз податак да он има и врло високу енергију побуђивања, резултира изузетно богатим спектром гама зрака при распаду, које настају када метастабилно стање прелази у основно, чинећи овај изотоп корисним за експерименте у нуклеарној физици као средство за калибрисање енергетских одговора и интринзичке ефикасности гама спектрометара.

## Распрострањеност
Као и сви други метали ретких земаља, холмијум се такође не налази у природи у елементарном стању. Може се наћи у једињењима с другим елементима или у минералима попут гадолинита (тамнији део минерала приказаног на слици десно), монацита и других који садрже ретке земне елементе. Главна подручја из којих се копају руде холмијума налазе се у Кини, САД, Бразилу, Индији, Шри Ланки и Аустралији. Његове резерве на Земљи процењују се на око 400 хиљада тона. Холмијум сачињава око 1,1  (делова на милион) Земљине коре по тежини, те је тако 56. елемент по распрострањености на Земљи. Распрострањеност холмијума у складу је са Одо-Харкинсовим правилом: као елемент са непарним атомским бројем, мање је распрострањен од његових „суседа” са парним атомским бројевима, диспрозијума и ербијума. Међутим, холмијум је најраспрострањенији лантаноид са непарним атомским бројем. У земљишту га има приближно 1 ppm, у морској води око 400 делова на квадрилион, а готово никако у Земљиној атмосфери. У односу на друге лантаноиде, холмијум је доста редак. У свемиру га има око 500 делова на билион, рачунајући по тежини.

## Добијање
Индустријски се холмијум добија издвајањем из монацитног песка (садржи 0,05% холмијума) јонско-измењивачким техникама, али га је и даље врло тешко одвојити од других ретких земних елемената. Холмијум се издваја путем редукције његовог безводног хлорида или флуорида помоћу металног калцијума. Данас су главни извор овог елемента неке од јонско-адсорпцијских наслага глине у јужној Кини. Неке од њих имају састав ретких земаља сличан оном код ксенотима или гадолинита. На пример, у њима има итријума око две трећине по укупној маси, а холмијума око 1,5%. Оригиналних руда је врло мало, приближно око 0,1% од укупних руда лантаноида, али их је врло лако издвојити. Холмијум је релативно јефтин ретки земни метал у поређењу с другим лантаноидима, а цена му се креће око 1000 америчких долара по килограму.

## Употреба
Холмијум има највећу магнетну јачину од свих елемената, те се због тога користи за производњу најснажнијих вештачко генерисаних магнетних поља, при чему се додаје врло снажним магнетима у виду делова магнетских полова (односно делова који концентришу магнетни ток). Пошто може да апсорбује неутроне настале нуклеарном фисијом, такође се користи и као гориви „отров” за регулацију нуклеарних реактора. Холмијум се користи у склопу ласера чврстог стања на бази итријум-жељезо-граната (YIG) и итријум-лантан-флуорида (YLF), који су нашли примену у микроталасној техници (нарочито за потребе разних медицинских и стоматолошких техника). Ласери на бази холмијума емитирају зрачење таласне дужине 2,1 микрометара. Такође се користе и у области оптичких каблова.
Овај метал је један од састојака који дају боју за стакло и циркон („лажни дијамант”), дајући им жуту или црвену нијансу. Стакло које садржи холмијум-оксид или његов раствор (обично у перхлорној киселини) има врло оштре врхове оптичке апсорпције у спектралном опсегу од 200 до 900 nm. Такође је користан и као стандард за калибрацију оптичких спектрофотометара, и лако је доступан на тржишту.
Радиоактивни дугоживући изотоп холмијума Ho-166m1 употребљава се за калибрацију гама спектрометара. У марту 2017, IBM је објавио да је развио технику похрањивања једног бита података на један сет атома холмијума постављеног на лежиште од магнезијум-оксида.

## Једињења
- Холмијум(III)-оксид Ho2O3
- Холмијум(III)-флуорид HoF3
- Холмијум(III)-хлорид HoCl3
- Холмијум(III)-бромид HoBr3
- Холмијум(III)-јодид HoI3
- Холмијум(III)-сулфат Ho2(SO4)3 · 8 H2O: при дневној светлости жут, а при вештачкој ружичаст кристал.
- Холмијум(III)-перхлорат Ho(ClO4)3

## Биолошка улога
За холмијум није позната нити једна биолошка улога у људском телу, мада се сматра да његове соли могу стимулисати метаболизам. Људи обично унесу у тело око један милиграма холмијума годишње. Биљке обично не узимају холмијум из земљишта. Извршена су нека мерења садржаја холмијума у одређеном поврћу, а његов удео износио је око 100 делова на билион.

### Отровност
Холмијум и његове растворљиве соли су благо токсични ако се прогутају, али нерастворљиве соли холмијума су нетоксичне. Метални холмијум у облику прашине представља опасност од пожара и експлозије. Веће количине соли холмијума могу представљати опасност по здравље људи ако се удишу, конзумирају орално или убризгају ињекцијом. Биолошки ефекти при излагању холмијуму у дужем временском периоду нису познати. Сматра се да холмијум има низак ниво акутне отровности.